# F'Derick
F'Dérick (en arabe : افديرك, afdîrk) est une commune, qui constitue également un département, de la région (wilaya) de Tiris Zemmour dans le nord de la Mauritanie. 
La ville est jumelée avec Rodez (France). 

## Géographie
Petite commune de 4 431 habitants située au cœur du désert, F'Derick se trouve à la pointe ouest de la Kedia d'Idjil au pied de la mine du même nom.

## Histoire
F'Derick s'est développé autour d'un ancien fort français, le Fort Gouraud. Son nom vient de la mine de F'Derick avoisinante.

## Économie
La commune est un point de passage du minerai de toutes les mines de fer, dont Rouessat et Tazadit, lequel est expédié par train au port minéralier de Nouadhibou. 
À 30 km à l'est, au pied de la mine de Tazadit a été créée la ville de Zouérate au début de l'exploitation des mines, vers 1960. 